# Matuanus priapus
Matuanus priapus är en insektsart som först beskrevs av Henri Saussure 1877.  Matuanus priapus ingår i släktet Matuanus och familjen syrsor. Inga underarter finns listade i Catalogue of Life.